# Berberis vernalis
Berberis vernalis är en berberisväxtart som först beskrevs av Schneider, och fick sitt nu gällande namn av D.F. Chamberlain och C.M. Hu. Berberis vernalis ingår i släktet berberisar, och familjen berberisväxter. Inga underarter finns listade i Catalogue of Life.